# Стрингер, Вивиан
Шарлин Вивиан Стрингер (англ. Charlene Vivian Stringer; род. 16 марта 1948, Иденборн, Пенсильвания) — американская баскетболистка и баскетбольный тренер. Первый тренер в истории университетского баскетбола США, побывавший в Финале четырёх I дивизиона NCAA с командами трёх разных вузов (Университет Пенсильвании в Чейни, 1982; Айовский университет, 1993; Ратгерский университет, 2000 и 2007), многократно признавалась тренером года в США. Как главный тренер сборных США — вице-чемпионка Универсиады 1985 года и бронзовый призёр Панамериканских игр 1991 года, чемпионка Олимпийского турнира 2004 года как помощник главного тренера. Член Зала славы женского баскетбола (2001), Международного зала славы женского спорта (2006) и Зала славы баскетбола (2009).

## Биография
Родилась в семье шахтёра в Иденборне (Пенсильвания) в 1948 году. Окончила Пенсильванский университет в Слиппери-Роке, где во время учёбы играла в баскетбол, софтбол, волейбол и хоккей на траве.
В 1971 году, в возрасте 23 лет, заняла должность тренера женской баскетбольной команды Университета Пенсильвании в Чейни — небольшого исторически чёрного вуза в пригороде Филадельфии. С этой командой оставалась на протяжении 12 сезонов, за это время одержав 251 одну победу. Когда в 1982 году Национальная ассоциация студенческого спорта (NCAA) организовала свой первый национальный чемпионат по баскетболу среди женщин, воспитанницы Стрингер сенсационно вышли в его Финал четырёх и проиграли только в матче за титул. По итогам сезона Стрингер была удостоена Трофея Уэйд — награды лучшему тренеру года в США.
В 1983 году перешла в Айовский университет, где женская баскетбольная команда чаще терпела поражения, чем побеждала. В сезон перед приходом Стрингер «Хокайз» выиграли только 7 матчей и находились на 299-м месте в рейтинге 302 команд NCAA. Под руководством Стрингер программа начала обретать популярность, возросла посещаемость матчей женской сборной университета, и в сезоне 1992/1993 команда пробилась в Финал четырёх национального первенства. Стрингер стала первым в истории американского студенческого баскетбола тренером, который вывел в полуфинал чемпионата NCAA сборные двух разных вузов. Всего за 12 лет работы с «Хокайз» она одержала 269 побед, превратив команду в одного из лидеров конференции Big Ten. За время работы в Айовском университете Стрингер признавали тренером года в США ещё в двух сезонах: в 1988 году она получила приз Конверса, а в 1993 году добавив к нему тренерский Приз Нейсмита и аналогичные звания от Sports Illustrated, USA Today, Los Angeles Times и Ассоциации чернокожих тренеров). В этот период Стрингер также вызывали в сборную США на должность главного тренера; среди прочего, она тренировала американскую команду на Универсиаде 1985 года в Кобе (серебряные медали) и Панамериканских играх 1991 года в Гаване (бронзовые).
В 1995 году заняла должность главного тренера женской сборной Ратгерского университета. Первые два сезона под руководством Стрингер «Скарлет Найтс» окончили с отрицательным балансом побед и поражений, но затем начатая ею перестройка баскетбольной программы начала приносить результаты, и в сезоне 1997/1998 команда одержала 22 победы при 10 поражениях и пробилась в 1/8 финала национального чемпионата. Сборная Ратгерса также впервые в своей истории стала чемпионом конференции Big East, за сезон выиграв 14 встреч с соперницами из других вузов конференции и проиграв только 4. На следующий год команда дошла до 1/4 финала национального первенства, а в 2000 году, также впервые в истории Ратгерского университета, пробилась в Финал четырёх; таким образом, Стрингер стала первым в истории NCAA баскетбольным тренером (женских и мужских команд), побывавшим в Финале четырёх с тремя разными вузами.
В первые сезоны 2000-х годов команда Ратгерса вначале пережила коренную смену состава (ушли сразу четыре из пяти игроков стартовой пятёрки), а затем полный травм сезон 2003/2004, в котором в финале конференции смогли сыграть только 7 студенток, учившихся на спортивной стипендии.
В 2001 году Стрингер стала членом Зала славы женского баскетбола. На следующий год Академия спорта США учредила Приз Ш. Вивиан Стрингер, присуждаемый за выдающиеся достижения женщинам-тренерам. В 2004 году Стрингер снова пригласили в национальную сборную США, на этот раз на позицию помощника главного тренера (Ван Ченселлор). С этим составом сборной США она стала олимпийской чемпионкой Афин.
В следующем сезоне «Скарлет Найтс» впервые стали единоличными чемпионками конференции, одержав 14 побед при 2 поражениях. Сезон 2005/2006 в конференции они завершили с балансом 16-0, но в национальном турнире дошли только до 1/8 финала. Следующий год начался с очередного радикального обновления состава, в котором не было ни одной студентки выпускного года и сразу пять первокурсниц. Сезон команда Ратгерса начала с четырёх поражений в первых шести матчах, но в дальнейшем повысила уровень игры, во второй раз в истории университета пробилась в Финал четырёх национального чемпионата, а затем впервые в истории — в финал, где проиграла сборной Университета Теннесси.
В 2006 году Стрингер была избрана в Международный зал славы женского спорта, а в 2009 году — в Зал славы баскетбола. Она продолжала тренировать команду Ратгерского университета до конца сезона 2021/2022, за 25 сезонов одержав с ней 535 побед и 17 раз пробившись в национальный чемпионат NCAA. В 2014 году её подопечные также стали победительницами Женского национального пригласительного турнира. K моменту завершения тренерской карьеры на её счету было 1055 побед со всеми командами — четвёртый к тому времени результат среди всех тренеров женских команд I дивизиона NCAA; 21 игрок из её команд был выбран в драфтах Женской НБА. Помимо международных залов славы, она была также избрана в Зал славы Нью-Джерси (2020), в 2009 году получила почётную докторскую степень от Говардского университета, а в 2010 году — от Айовского университета и колледжа Маунт-Айда.